# Morcourt (Somme)
Morcourt és un municipi francès situat al departament del Somme i a la regió de Nord - Pas de Calais - Picardia. L'any 2007 tenia 274 habitants.

## Demografia

### Població

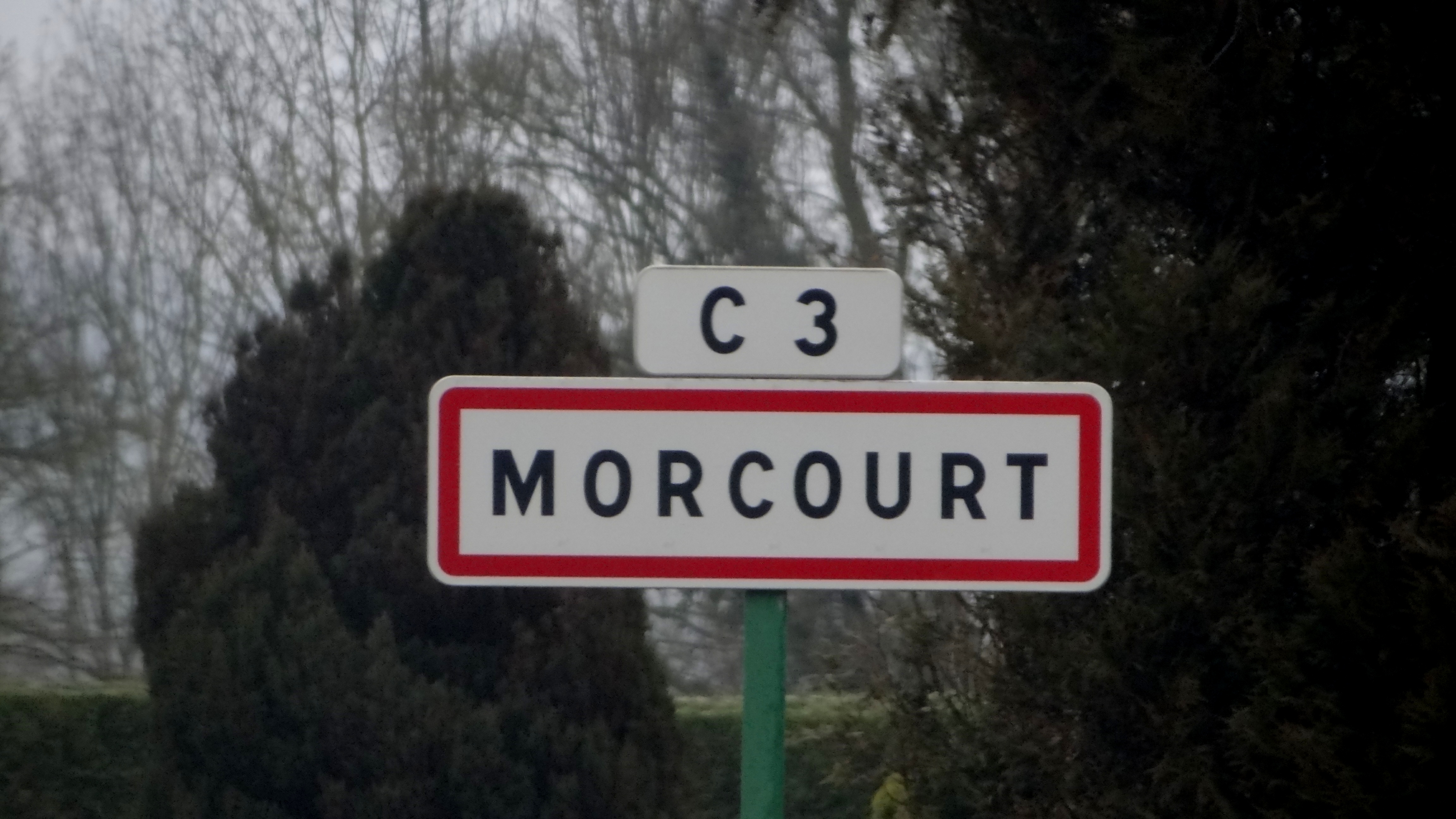

El 2007 la població de fet de Morcourt era de 274 persones. Hi havia 108 famílies de les quals 28 eren unipersonals (8 homes vivint sols i 20 dones vivint soles), 32 parelles sense fills, 40 parelles amb fills i 8 famílies monoparentals amb fills.
La població ha evolucionat segons el següent gràfic:
Habitants censats

### Habitatges

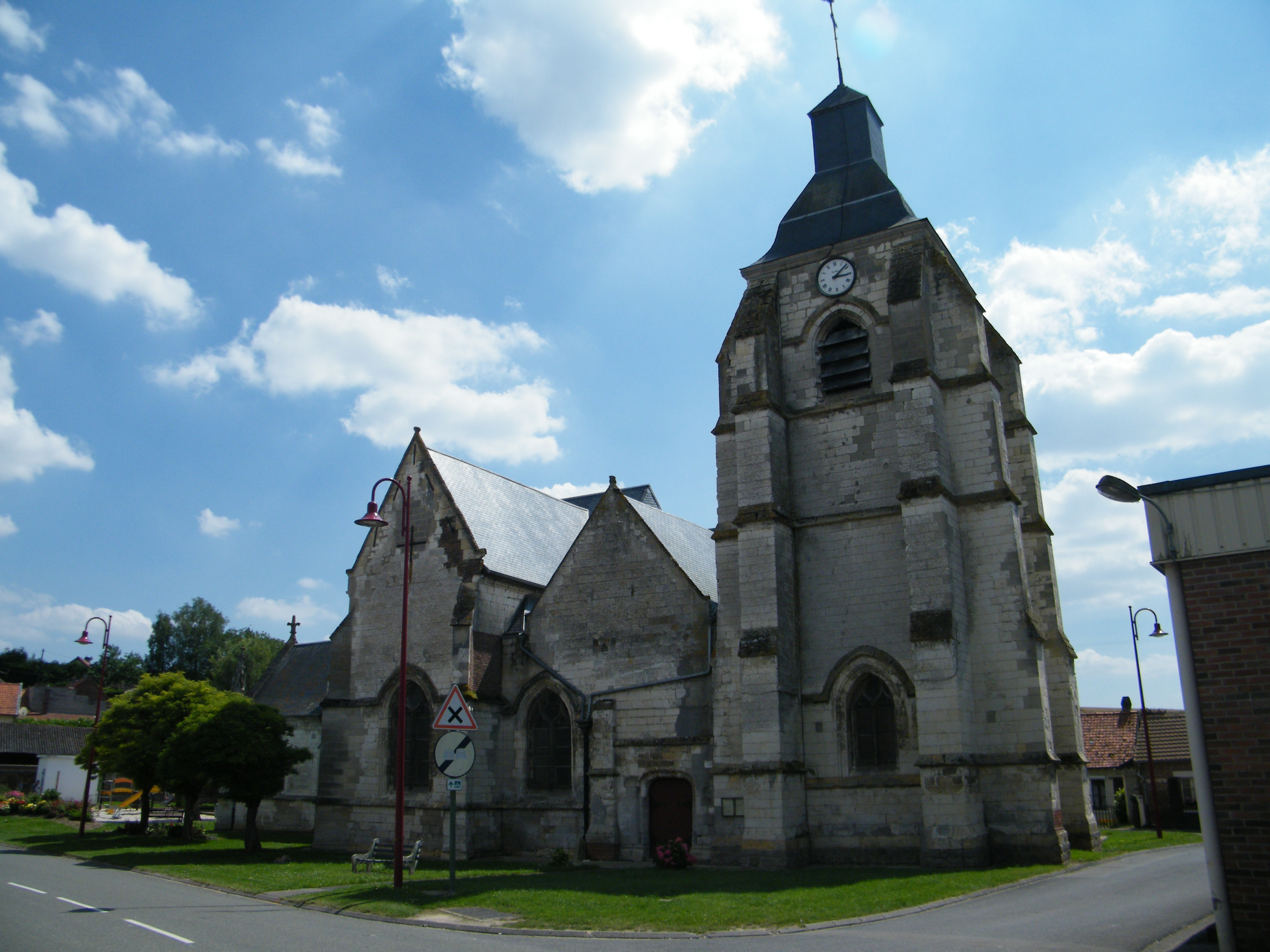

El 2007 hi havia 123 habitatges, 108 eren l'habitatge principal de la família, 13 eren segones residències i 2 estaven desocupats. Tots els 123 habitatges eren cases. Dels 108 habitatges principals, 76 estaven ocupats pels seus propietaris i 32 estaven llogats i ocupats pels llogaters; 6 tenien dues cambres, 19 en tenien tres, 25 en tenien quatre i 58 en tenien cinc o més. 71 habitatges disposaven pel capbaix d'una plaça de pàrquing. A 52 habitatges hi havia un automòbil i a 54 n'hi havia dos o més.

### Piràmide de població

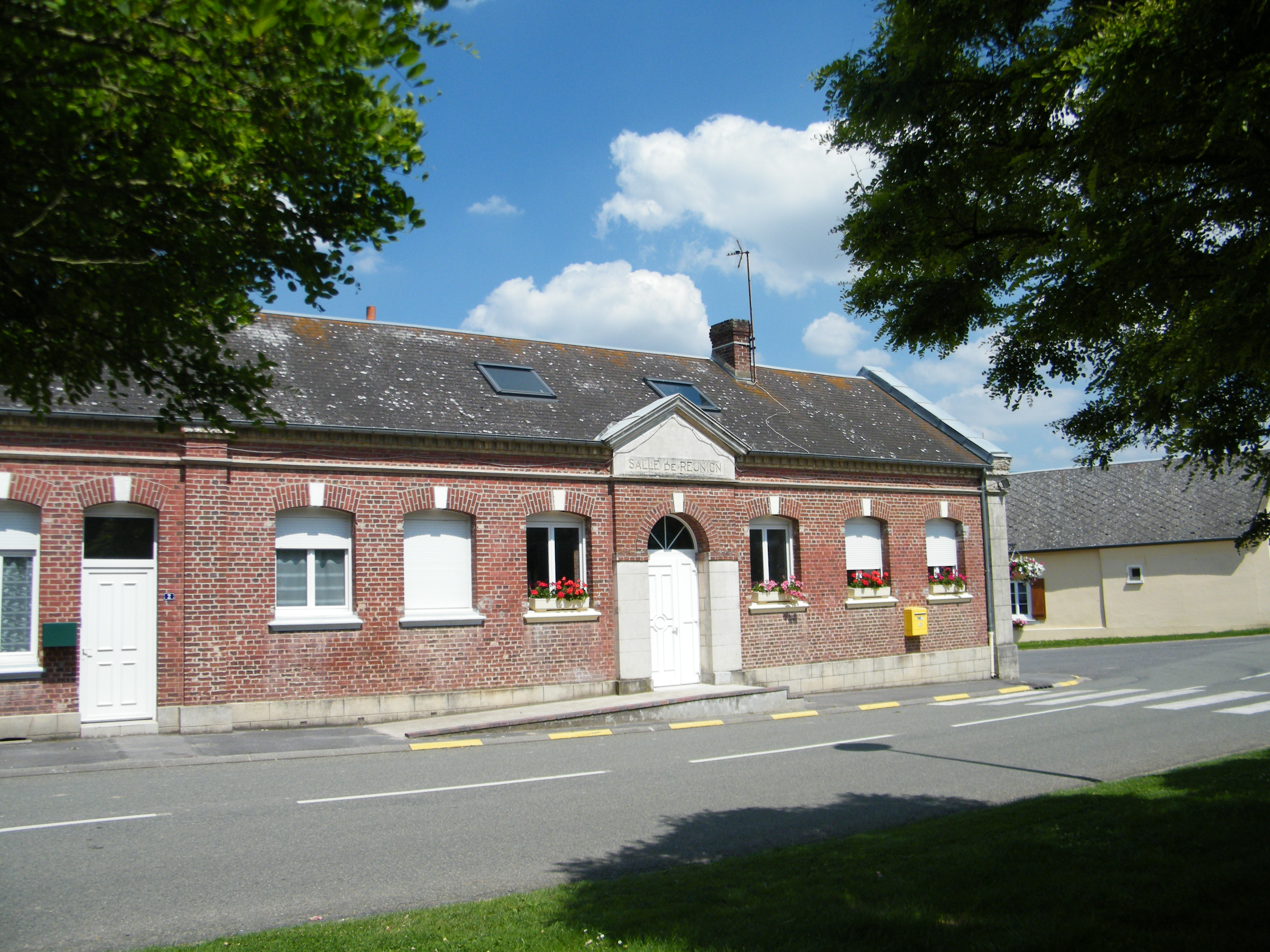

La piràmide de població per edats i sexe el 2009 era:
| Homes | Edats   | Dones |
| ----- | ------- | ----- |
| 0     | 95 o +  | 0     |
| 0     | 90 a 94 | 0     |
| 0     | 85 a 89 | 8     |
| 12    | 80 a 84 | 4     |
| 0     | 75 a 79 | 0     |
| 16    | 70 a 74 | 8     |
| 8     | 65 a 69 | 16    |
| 4     | 60 a 64 | 8     |
| 4     | 55 a 59 | 8     |
| 4     | 50 a 54 | 4     |
| 12    | 45 a 49 | 4     |
| 4     | 40 a 44 | 8     |
| 8     | 35 a 39 | 12    |
| 12    | 30 a 34 | 0     |
| 12    | 25 a 29 | 12    |
| 4     | 20 a 24 | 8     |
| 4     | 15 a 19 | 4     |
| 4     | 10 a 14 | 12    |
| 8     | 5 a 9   | 8     |
| 4     | 0 a 4   | 12    |

## Economia

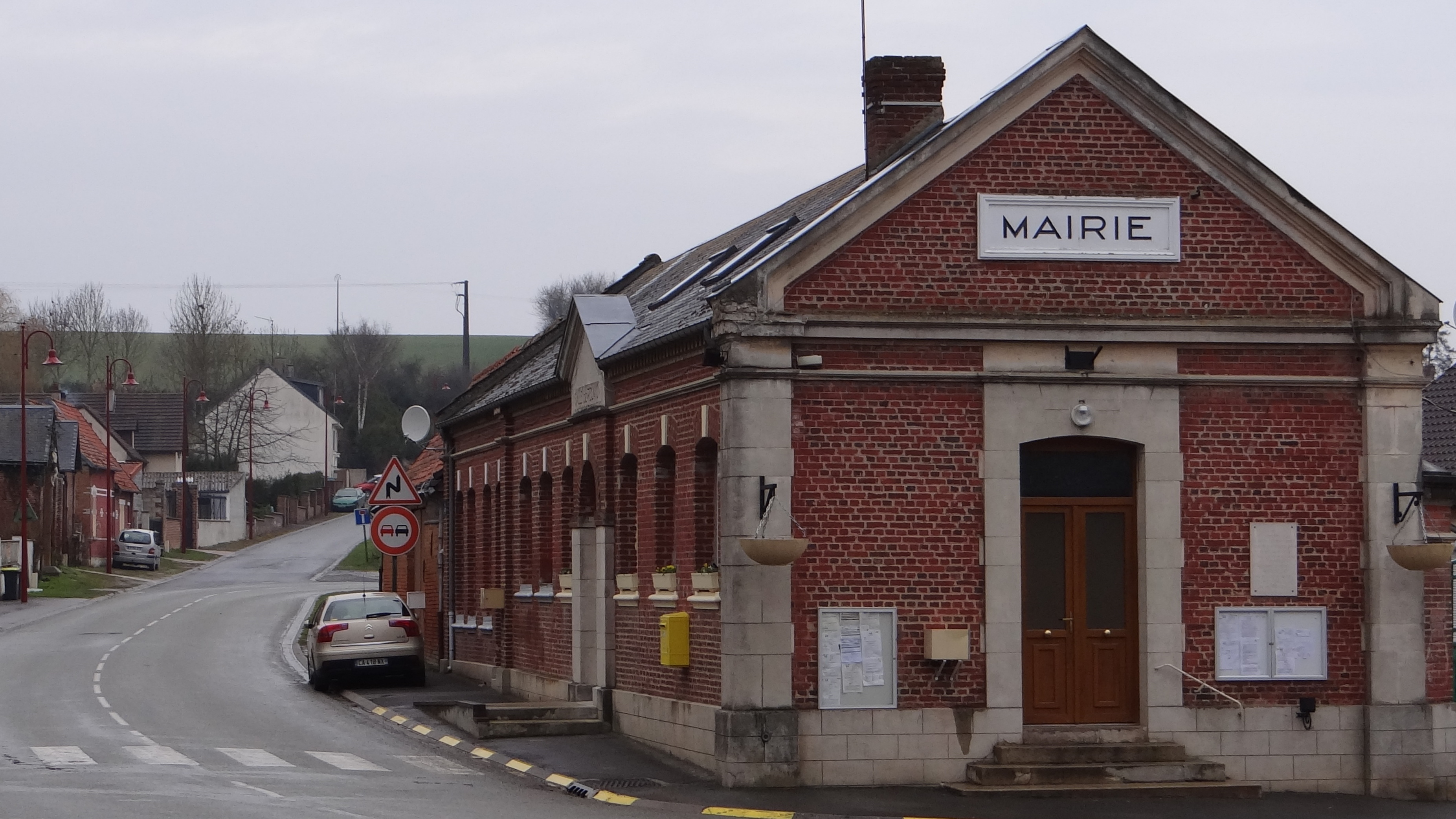

El 2007 la població en edat de treballar era de 170 persones, 120 eren actives i 50 eren inactives. De les 120 persones actives 110 estaven ocupades (62 homes i 48 dones) i 10 estaven aturades (2 homes i 8 dones). De les 50 persones inactives 17 estaven jubilades, 15 estaven estudiant i 18 estaven classificades com a «altres inactius».

### Ingressos
El 2009 a Morcourt hi havia 111 unitats fiscals que integraven 278,5 persones, la mediana anual d'ingressos fiscals per persona era de 15.238 €.

### Activitats econòmiques

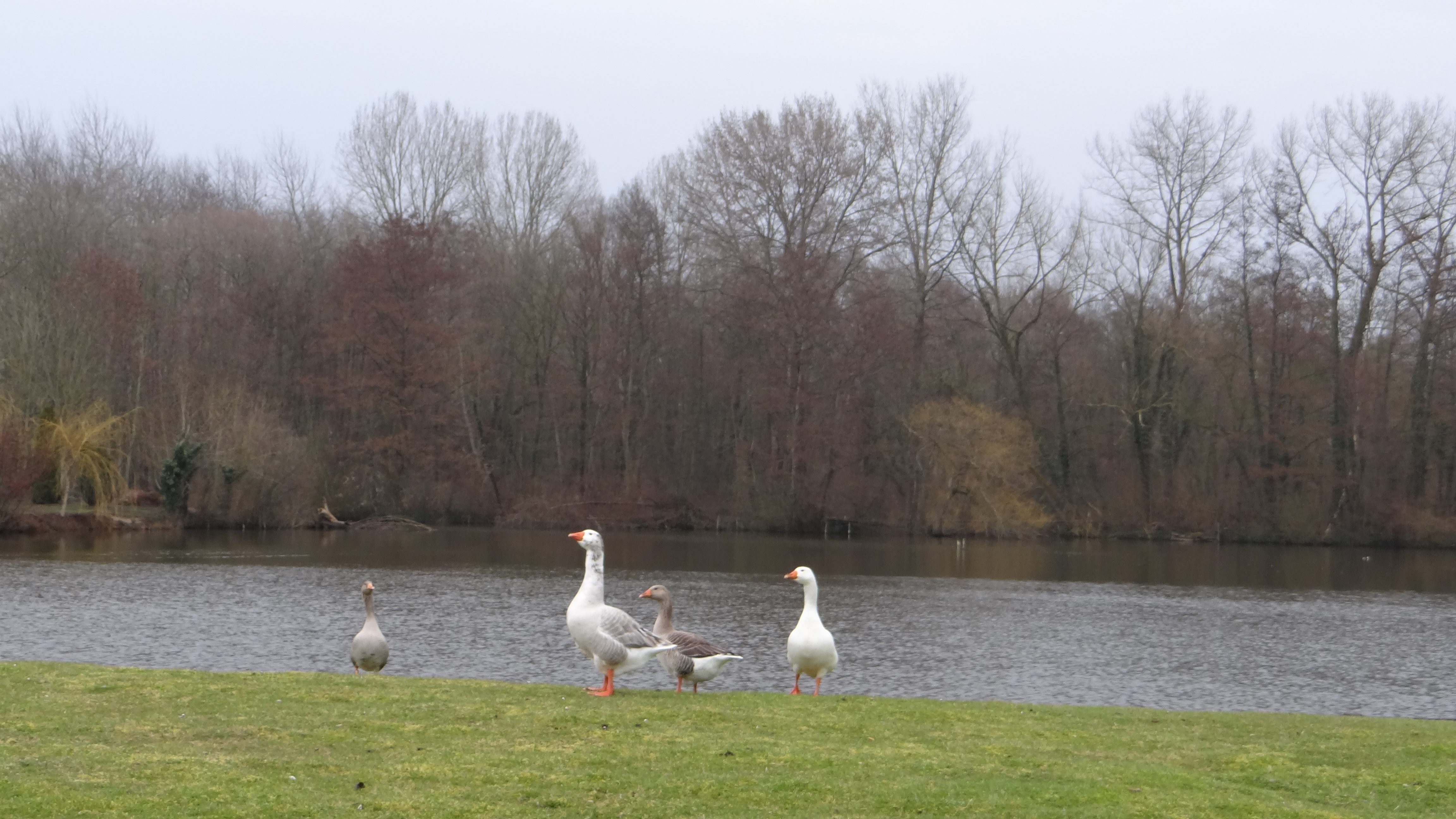

Dels 5 establiments que hi havia el 2007, 3 eren d'empreses de construcció, 1 d'una empresa de comerç i reparació d'automòbils i 1 d'una empresa d'hostatgeria i restauració.
Dels 2 establiments de servei als particulars que hi havia el 2009, 1 era un paleta i 1 empresa de construcció.
L'any 2000 a Morcourt hi havia 8 explotacions agrícoles que ocupaven un total de 528 hectàrees.

## Equipaments sanitaris i escolars
El 2009 hi havia una escola elemental integrada dins d'un grup escolar amb les comunes properes formant una escola dispersa.

## Poblacions més properes
El següent diagrama mostra les poblacions més properes.